# Incilius holdridgei
Incilius holdridgei es una especie de anfibio anuro de la familia Bufonidae.

## Distribución geográfica
Esta especie es endémica del volcán Barva en la Cordillera Central en Costa Rica. Habita entre los 2000 y 2200 m de altitud.

## Descripción
Los machos miden de 32 a 51.7 mm y las hembras de 38 a 53 mm.

## Etimología
Esta especie lleva el nombre en honor a Leslie Holdridge.

## Taxón lázaro
La especie es un ejemplo del Taxón lázaro, esta especie solo se encontró en 2009, 25 años después de su última observación.

## Publicación original
- Taylor, 1952 : A review of the frogs and toads of Costa Rica. The University of Kansas Science Bulletin, vol. 35, n.º 1, p. 577-922[5]